# Loterie de la Draft de la NBA

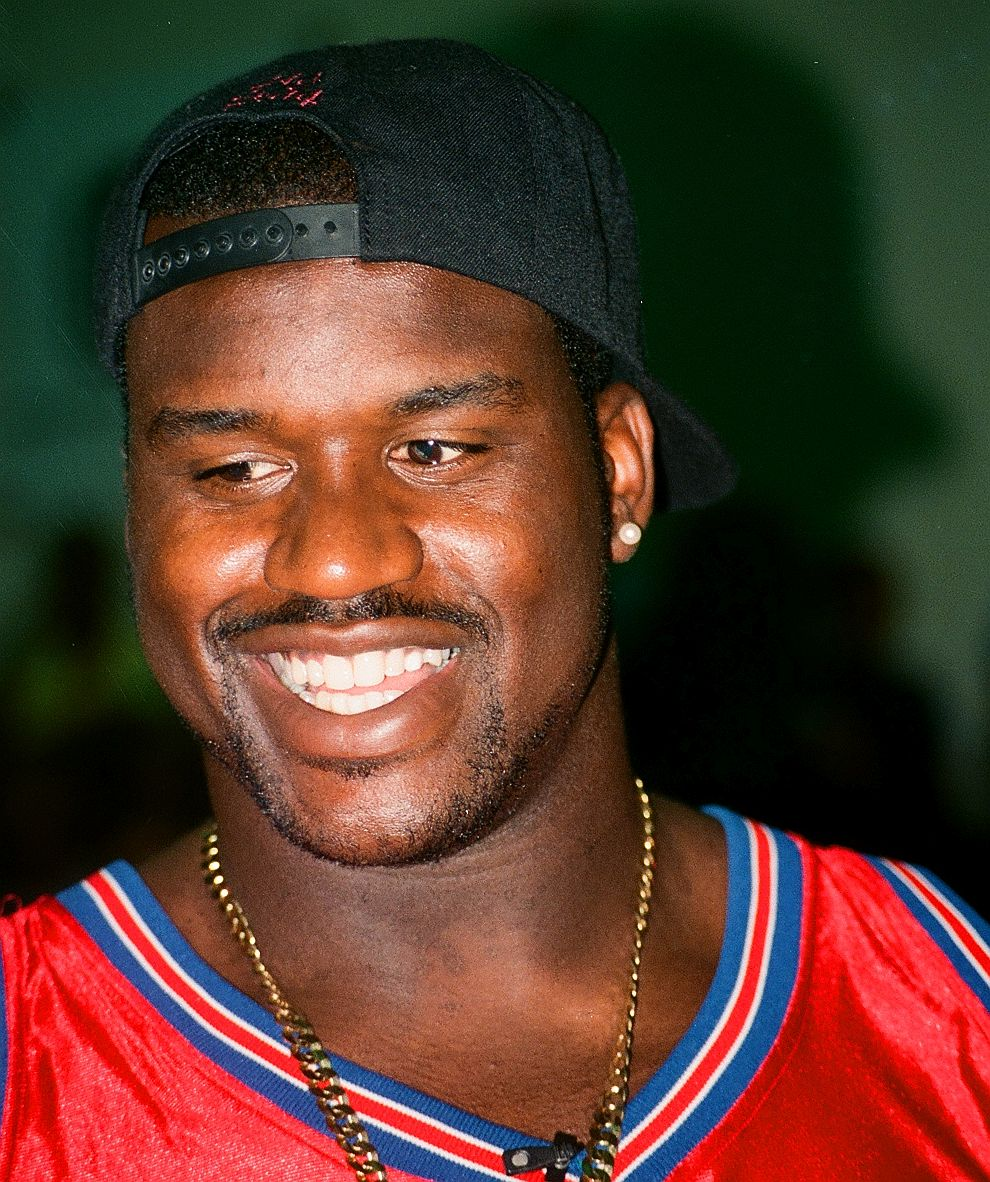
Shaquille O’Neal, premier choix de la draft 1992, l’une des premières avec une loterie pondérée

La loterie de la draft de la NBA est une part de hasard introduite par une loterie pour l'obtention du premier choix de la draft de la NBA (aussi appelée repêchage pour les Québécois, Acadiens et Franco-Ontariens), qui permet en général d'obtenir les meilleurs jeunes joueurs.

## En NBA
Ce choix était dévolu à la dernière équipe jusque 1965. En 1966, la ligue décide d'introduire une part de hasard dans l’obtention du premier choix : la plus mauvaise équipe de chaque conférence jouera à pile ou face ce choix. Le système dure jusqu’en 1984, quand de lourds soupçons pèsent sur les Rockets de Houston. Alors que le 6 mars, les Texans avaient un bilan de 24 victoires (39,3 %) pour 37 défaites avec trois rencontres d'avance sur le plus mal classé de la conférence Ouest, les Clippers de Los Angeles, Houston ne remporta que 5 des 21 matches restant à jouer pour terminer avec 29 victoires et 53 défaites, une rencontre devant les Clippers (30-52) alors que pour la dernière journée Houston perdit contre les Kings de Kansas City et que Los Angeles l'emporte sur le Jazz de l'Utah (au bilan de pourtant 45 victoires - 37 défaites) en inscrivant 146 points, sa meilleure marque depuis le début de la saison. Au contraire des Clippers n'avait rien à espérer de la dernière place puisque les droits de leur premier tour de draft 1984 avaient été transférés aux 76ers de Philadelphie en... 1978 lors du transfert de Lloyd Free en Californie. David Stern instaure donc une loterie en 1985.
L’année suivante, la loterie évolue pour garantir au minimum le quatrième choix à la plus mauvaise équipe. De plus, seuls les trois premiers choix sont joués à la loterie, le reste des choix étant établi dans l'ordre inverse du classement de la saison précédente.
Ce système dure jusqu'en 1989, pour être remplacé par une loterie pondérée : parmi les onze équipes non qualifiées (la ligue s'agrandit entre-temps), la plus mauvaise reçoit onze chances sur 66 d'obtenir le premier choix, quand la onzième n'obtient qu’une chance sur 66. Néanmoins, le Magic d'Orlando remporte le premier choix deux saisons d'affilée : en 1992, alors deuxième plus mauvaise équipe de la ligue avec dix chances sur 66, et en 1993, avec une chance sur 66.
Une grande surprise survient lors de la Draft 1993 de la NBA lorsque le Magic remporte la loterie malgré seulement 1,5 % de chances. Ce coup du hasard pousse la NBA à modifier les règles : en 1994, les chances de remporter le premier choix passent de 16,7 à 25 % pour la plus mauvaise équipe, et régressent de 1,6 à 0,5 % pour la « moins mauvaise ». Le tirage de la loterie ne sort plus le nom d’une équipe mais une combinaison à quatre chiffres, chaque équipe se voyant confier aléatoirement de 250 à 5 combinaisons.
L'autre grande surprise est le premier choix obtenu par les Bulls lors de la Draft 2008 de la NBA avec seulement 1,7 % de chances.
Depuis la création du mécanisme en 1985, 20 des 30 franchises l'ont remportée au moins une fois. Les Cavaliers de Cleveland, les 76ers de Philadelphie et le Magic d'Orlando restent les plus assidus à l'obtention du premier choix (4 fois). Derrière, les Nets de Brooklyn, les Clippers de Los Angeles et les Spurs de San Antonio l'ont remportée trois fois. Depuis la création de la loterie pondérée en 1990, sept fois l'équipe la plus mal classée a remporté la loterie.

## Probabilités de la loterie
Afin d'améliorer la compétitivité de l'ensemble des franchises, tout en diminuant leurs motivations pour le tanking, la section 7 de la constitution de la NBA mentionnant la draft a été modifiée. Précédant ce changement, la pire équipe de la ligue avait une probabilité de 25% d'obtenir le first pick, celle-ci n'en a désormais plus que 14% (même probabilité que les 2e et 3e plus mauvaises équipes).
La première draft affectée par ce nouveau système fut celle de 2019, remportée par les Pelicans de La Nouvelle-Orléans (qui utilisa ce pick pour sélectionner Zion Williamson).
Les probabilités actuellement utilisées sont indiquées dans le tableau ci-dessous:
| Seed | Combinaisons attribuant le 1er pick | 1er    | 2e     | 3e     | 4e     | 5e     | 6e     | 7e     | 8e     | 9e     | 10e    | 11e    | 12e    | 13e    | 14e    |
| ---- | ----------------------------------- | ------ | ------ | ------ | ------ | ------ | ------ | ------ | ------ | ------ | ------ | ------ | ------ | ------ | ------ |
| 1    | 140                                 | 14.00% | 13.42% | 12.75% | 11.97% | 47.86% | -      | -      | -      | -      | -      | -      | -      | -      | -      |
| 2    | 140                                 | 14.00% | 13.42% | 12.75% | 11.97% | 27.84% | 20.02% | -      | -      | -      | -      | -      | -      | -      | -      |
| 3    | 140                                 | 14.00% | 13.42% | 12.75% | 11.97% | 14.84% | 26.00% | 7.02%  | -      | -      | -      | -      | -      | -      | -      |
| 4    | 125                                 | 12.50% | 12.23% | 11.89% | 11.46% | 7.24%  | 25.74% | 16.74% | 2.19%  | -      | -      | -      | -      | -      | -      |
| 5    | 105                                 | 10.50% | 10.54% | 10.56% | 10.53% | 2.22%  | 19.61% | 26.74% | 8.68%  | 0.62%  | -      | -      | -      | -      | -      |
| 6    | 90                                  | 9.00%  | 9.20%  | 9.41%  | 9.62%  | -      | 8.62%  | 29.77% | 20.55% | 3.68%  | 0.15%  | -      | -      | -      | -      |
| 7    | 75                                  | 7.50%  | 7.80%  | 8.14%  | 8.52%  | -      | -      | 19.72% | 34.11% | 12.88% | 1.30%  | 0.03%  | -      | -      | -      |
| 8    | 60                                  | 6.00%  | 6.34%  | 6.74%  | 7.22%  | -      | -      | -      | 34.47% | 32.10% | 6.75%  | 0.38%  | <0.01% | -      | -      |
| 9    | 45                                  | 4.50%  | 4.83%  | 5.23%  | 5.71%  | -      | -      | -      | -      | 50.72% | 25.90% | 3.01%  | 0.09%  | <0.01% | -      |
| 10   | 30                                  | 3.00%  | 3.27%  | 3.60%  | 4.01%  | -      | -      | -      | -      | -      | 65.90% | 18.99% | 1.20%  | 0.02%  | <0.01% |
| 11   | 20                                  | 2.00%  | 2.20%  | 2.45%  | 2.76%  | -      | -      | -      | -      | -      | -      | 77.59% | 12.60% | 0.40%  | <0.01% |
| 12   | 15                                  | 1.50%  | 1.66%  | 1.86%  | 2.10%  | -      | -      | -      | -      | -      | -      | -      | 86.10% | 6.70%  | 0.07%  |
| 13   | 10                                  | 1.00%  | 1.11%  | 1.25%  | 1.43%  | -      | -      | -      | -      | -      | -      | -      | -      | 92.88% | 2.34%  |
| 14   | 5                                   | 0.50%  | 0.56%  | 0.63%  | 0.72%  | -      | -      | -      | -      | -      | -      | -      | -      | -      | 97.59% |

Dans l'hypothèse où des équipes partagent le même bilan à la fin d'une saison, ils se partagent équitablement les probabilités qui revenait pour leurs seeds. Si ce partage ne permet pas de tomber sur un nombre entier de combinaisons, un tirage au sort détermine la franchise qui héritera de la combinaison supplémentaire. Par exemple, au terme de la saison NBA 2023-2024, les Hornets de Charlotte et les Trail Blazers de Portland ont terminé avec le même bilan de 21 victoires et 61 défaites. Classées à égalité avec le 3e pire bilan, un tirage au sort a déterminé que Charlotte obtiendrait une 133e (265 combinaison à répartir pour les deux franchises) combinaison pouvant lui donner le first pick.

## Listes des drafts NBA
| Année | Équipe                          | Saison précédente | Chances      | Probabilité | Joueur sélectionné |
| ----- | ------------------------------- | ----------------- | ------------ | ----------- | ------------------ |
| 1985  | Knicks de New York [B]          | (3e pire) 24–58   | —            | 14,29 %     | Patrick Ewing      |
| 1986  | 76ers de Philadelphie [A] [B]   | (20e pire) 54–28  | —            | 14,29 %     | Brad Daugherty     |
| 1987  | Spurs de San Antonio [B]        | (4e pire) 28–54   | —            | 14,29 %     | David Robinson     |
| 1988  | Clippers de Los Angeles [B]     | (Dernier) 17–65   | —            | 14,29 %     | Danny Manning      |
| 1989  | Kings de Sacramento [C]         | (6e pire) 27–55   | —            | 11,11 %     | Pervis Ellison     |
| 1990  | Nets du New Jersey              | (Dernier) 17–65   | 11 sur 66    | 16,67 %     | Derrick Coleman    |
| 1991  | Hornets de Charlotte            | (5e pire) 26–56   | 7 sur 66     | 10,61 %     | Larry Johnson      |
| 1992  | Magic d'Orlando                 | (2e pire) 21–61   | 10 sur 66    | 15,15 %     | Shaquille O'Neal   |
| 1993  | Magic d'Orlando (2)             | (11e pire) 41–41  | 1 sur 66     | 1,52 %      | Chris Webber       |
| 1994  | Bucks de Milwaukee              | (2e pire) 20–62   | 163 sur 1000 | 16,30 %     | Glenn Robinson     |
| 1995  | Warriors de Golden State        | (5e pire) 26–56   | 94 sur 1000  | 9,40 %      | Joe Smith          |
| 1996  | 76ers de Philadelphie (2) [D]   | (2e pire) 18–64   | 200 sur 593  | 33,73 %     | Allen Iverson      |
| 1997  | Spurs de San Antonio (2) [D]    | (3e pire) 20–62   | 157 sur 727  | 21,60 %     | Tim Duncan         |
| 1998  | Clippers de Los Angeles (2) [D] | (3e pire) 17–65   | 157 sur 696  | 22,56 %     | Michael Olowokandi |
| 1999  | Bulls de Chicago [E]            | (3e pire) 13–37   | 157 sur 1000 | 15,70 %     | Elton Brand        |
| 2000  | Nets du New Jersey (2)          | (7e pire) 31–52   | 44 sur 1000  | 4,40 %      | Kenyon Martin      |
| 2001  | Wizards de Washington           | (3e pire) 19–63   | 157 sur 1000 | 15,70 %     | Kwame Brown        |
| 2002  | Rockets de Houston (2)          | (5e pire) 28–54   | 89 sur 1000  | 8,90 %      | Yao Ming           |
| 2003  | Cavaliers de Cleveland          | (Dernier) 17–65   | 225 sur 1000 | 22,50 %     | LeBron James       |
| 2004  | Magic d'Orlando (3)             | (Dernier) 21–61   | 250 sur 1000 | 25,00 %     | Dwight Howard      |
| 2005  | Bucks de Milwaukee (2)          | (6e pire) 30–52   | 63 sur 1000  | 6,30 %      | Andrew Bogut       |
| 2006  | Raptors de Toronto              | (5e pire) 27–55   | 88 sur 1000  | 8,80 %      | Andrea Bargnani    |
| 2007  | Trail Blazers de Portland       | (6e pire) 32–50   | 53 sur 1000  | 5,30 %      | Greg Oden          |
| 2008  | Bulls de Chicago (2)            | (9e pire) 33–49   | 17 sur 1000  | 1,70 %      | Derrick Rose       |
| 2009  | Clippers de Los Angeles (3)     | (2e pire) 19–63   | 177 sur 1000 | 17,70 %     | Blake Griffin      |
| 2010  | Wizards de Washington (2)       | (5e pire) 26–56   | 103 sur 1000 | 10,30 %     | John Wall          |
| 2011  | Cavaliers de Cleveland (2)      | (2e pire) 19–63   | 227 sur 1000 | 22,70 %     | Kyrie Irving       |
| 2012  | Hornets de La Nouvelle-Orléans  | (3e pire) 21–45   | 137 sur 1000 | 13,70 %     | Anthony Davis      |
| 2013  | Cavaliers de Cleveland (3)      | (3e pire) 24–58   | 156 sur 1000 | 15,60 %     | Anthony Bennett    |
| 2014  | Cavaliers de Cleveland (4)      | (9e pire) 33–49   | 17 sur 1000  | 1,70 %      | Andrew Wiggins     |
| 2015  | Timberwolves du Minnesota       | (Dernier) 16–66   | 250 sur 1000 | 25,00 %     | Karl-Anthony Towns |
| 2016  | 76ers de Philadelphie (3)       | (Dernier) 10–72   | 250 sur 1000 | 25,00 %     | Ben Simmons        |
| 2017  | 76ers de Philadelphie (4)       | (3e pire) 28–54   | 140 sur 1000 | 14,00 %     | Markelle Fultz     |
| 2018  | Suns de Phoenix                 | (Dernier) 21–61   | 250 sur 1000 | 25,00 %     | Deandre Ayton      |
| 2019  | Pelicans de La Nouvelle-Orléans | (7e pire) 33–49   | 60 sur 1000  | 6,00 %      | Zion Williamson    |
| 2020  | Timberwolves du Minnesota (2)   | (3e pire) 19–45   | 140 sur 1000 | 14,00 %     | Anthony Edwards    |
| 2021  | Pistons de Détroit              | (2e pire) 20–52   | 140 sur 1000 | 14,00 %     | Cade Cunningham    |
| 2022  | Magic d'Orlando (4)             | (2e pire) 22–60   | 140 sur 1000 | 14,00 %     | Paolo Banchero     |
| 2023  | Spurs de San Antonio (3)        | (3e pire) 22–60   | 140 sur 1000 | 14,00 %     | Victor Wembanyama  |
| 2024  | Hawks d'Atlanta                 | (9e pire) 36–46   | 30 sur 1000  | 3,00 %      | Zaccharie Risacher |
| 2025  | Mavericks de Dallas             | (11e pire) 39–43  | 18 sur 1000  | 1,80 %      | Cooper Flagg       |

- A  Les Sixers de Philadelphie gagnent la loterie grâce au choix précédemment dévolu aux Los Angeles Clippers à cause du transfert de Joe Bryant aux Clippers le 6 octobre 1979[6].
- B 1 2 3 4  De 1985 à 1988, les sept équipes non qualifiées pour les play-offs ont des chances égales d'obtenir le premier choix soit 14,29 % de chances.
- C  En 1989, les neuf équipes non qualifiées pour les play-offs ont des chances égales d'obtenir le premier choix soit 11,11 % de chances.
- D 1 2 3  Les Raptors de Toronto et les Grizzlies de Vancouver n'étaient pas éligibles au premier choix de la loterie en 1996, 1997 et 1998 en vertu d'un accord convenu lors de la draft d'expansion.
- E  En raison du lockout, la saison NBA 1998-1999 a été raccourcie à 50 matches de saison régulière.